# Los Del Sur
Los Del Sur (LDS) es el nombre de la barra brava de Atlético Nacional. Es una institución deportiva y social con sede en la ciudad de Medellín y es considerada una barra popular. Es una de las más numerosa que tiene Colombia y Atlético Nacional. Se ubica en la tribuna sur del Estadio Atanasio Girardot (de ahí su nombre).[cita requerida] La barra fue fundada el 20 de noviembre de 1997 en Medellín, y más tarde fueron apareciendo las demás filiales en las principales ciudades del país y en algunas de otros países. El 21 de enero de 2016, la hinchada de Nacional, incluidos Los Del Sur, fue elegida como la Mejor Hinchada de la temporada 2015 en los Premios Águila.
Los Del Sur tienen una gran rivalidad con la Rexixtenxia Norte (DIM), Barón Rojo Sur (América de Cali) y Comandos Azules/Blue Rain (Millonarios), con las dos últimas se disputa el estatus de «La hinchada más grande del país», aunque la cifra total de hinchas de cada equipo nunca se ha sabido con exactitud, se estima que la barra del club paisa cuenta con 300.000 miembros en todo el mundo.

## Historia

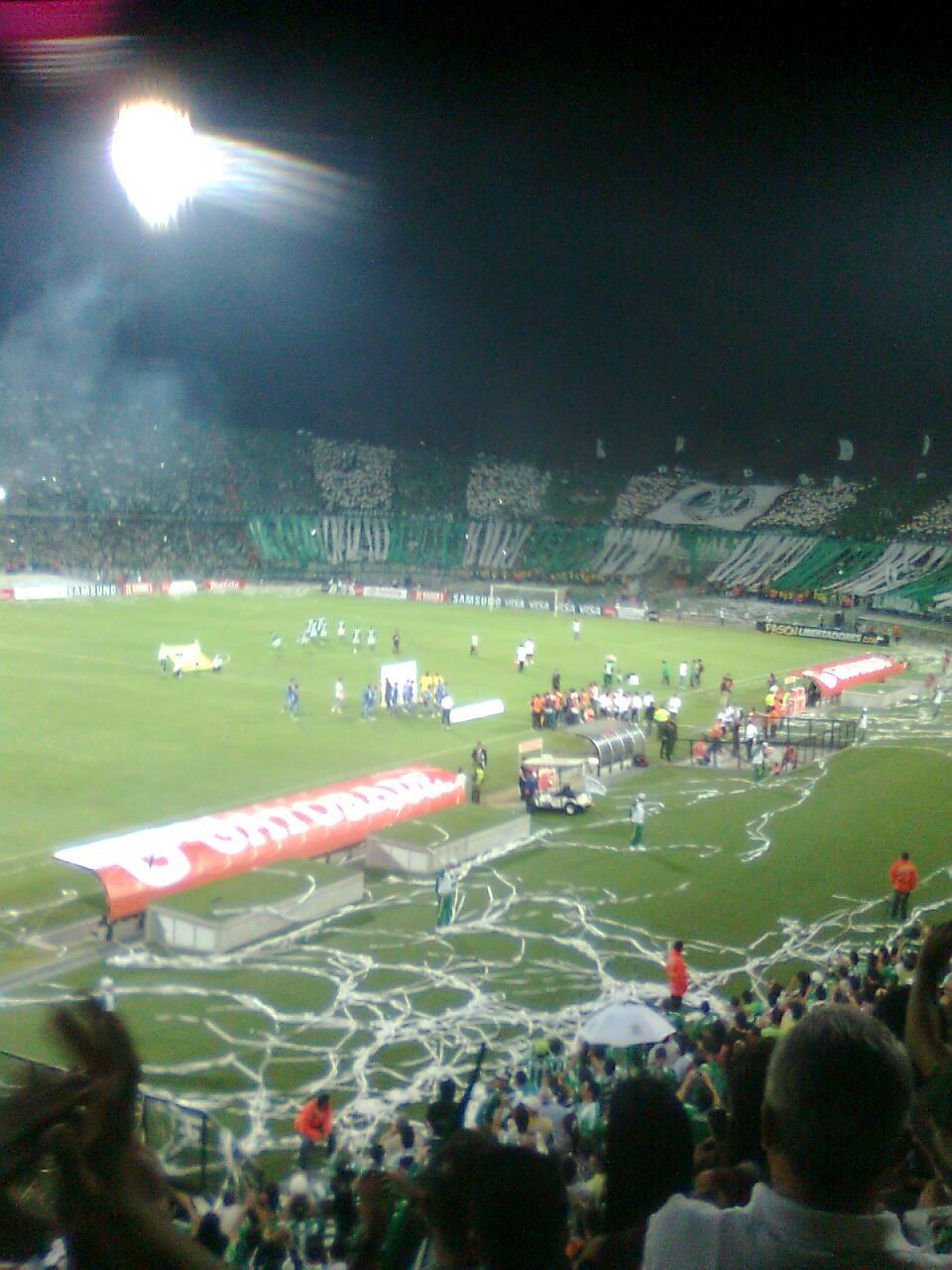
Los Del Sur previo a un partido de Atlético Nacional en la Copa Libertadores de 2012.

En 1992 se creó el primer grupo de hinchas del Escándalo Verde que querían hacer algo diferente para alentar a Nacional. Crearon algunas banderas y camisetas, y continuaban en la tribuna oriental con Escándalo Verde, pero no se ponían la camiseta de la barra, tenían sus banderas y sus camisetas, y hasta sacaron algunos coros que cantaban dentro de la barra. La mayoría de estos no gustaron por su estilo sureño, pero hubo otros coros que el Escándalo Verde luego acomodó a su estilo y comenzó a cantar. Este primer grupo se autodenominó «Hijos del Sur», por su influencia en el estilo del sur del continente. Este grupo se disolvió a través de los años y no pudieron hacer su sueño realidad de crear una barra en la popular.[cita requerida]
En 1997 surgió un grupo mucho más grande y con mayor fuerza. Este grupo tenía una tira, banderas y llevaba mucho humo al estadio. Se ubicaban en oriental y surgió durante la Supercopa del 97, en la que Nacional llegó a Semifinales, e influyeron realmente en la creación de «Los Del Sur», pero por falta de comunicación, el día que se fundó oficialmente la barra Los Del Sur, muchos fueron para la tribuna oriental y es por eso que sólo hubo 12 fundadores en la tribuna sur con 2 tiras, varias banderas, papel, rollos, humo y bengalas.[cita requerida] Aunque realmente la barra la comenzaron unas 30 personas, tras un año de su fundación creció hasta los 1 500 miembros. La filosofía clara y unos ideales definidos permitieron que «Los Del Sur» creciera de manera vertiginosa. En Bogotá algunos miembros del Escándalo Verde se unieron y formaron lo que hoy es «Los Del Sur Bogotá». Empezó a revivirse ese fenómeno de acompañamiento masivo al equipo a lo largo del territorio colombiano. Esto no pasó inadvertido y la prensa, que junto a algunos conflictos sostenidos con la barra contraria en Medellín, tildaron a Los Del Sur de barra brava.[cita requerida]
Al finalizar el año 1999 «Los Del Sur» veían nacer nuevas filiales en Cali, Manizales, Villavicencio y Bucaramanga.

## Violencia y sanciones

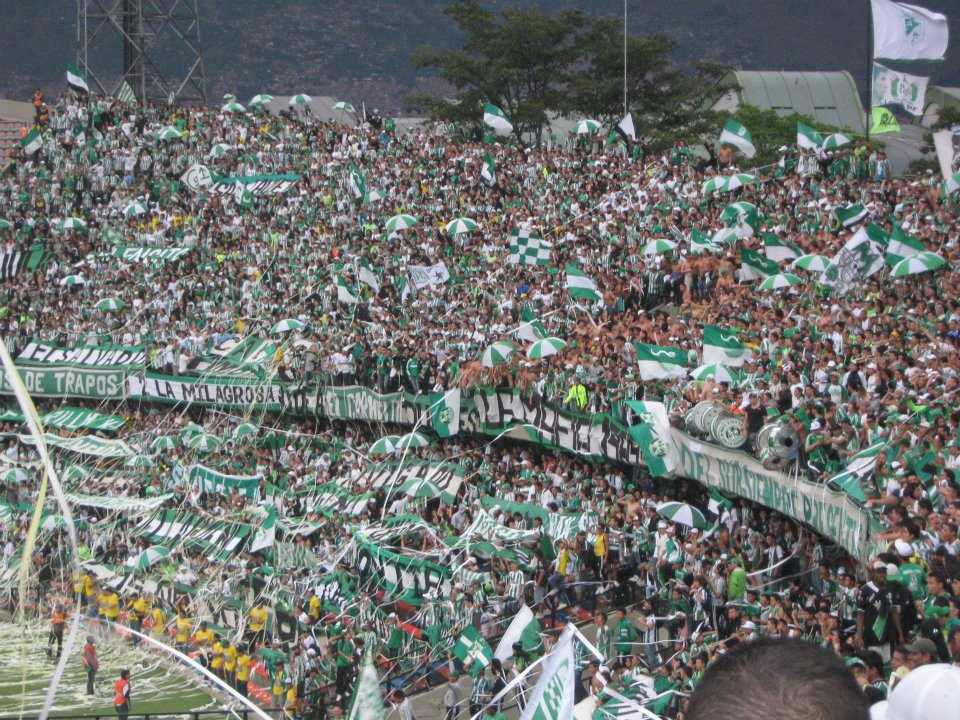
Los Del Sur en 2011.

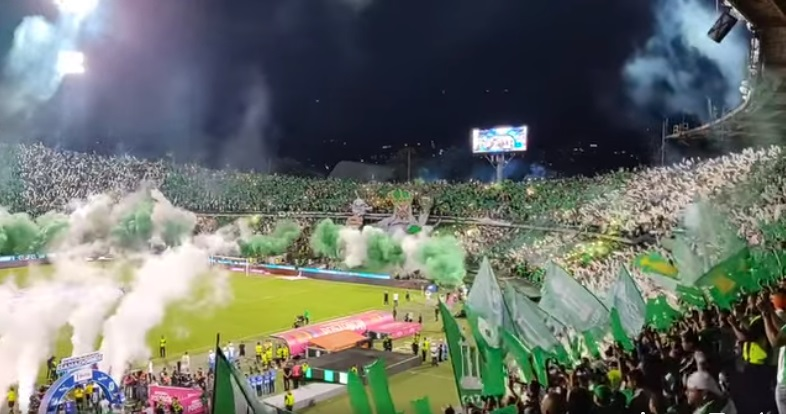
Salida durante la final de vuelta de la Copa Colombia 2023

En muchísimas ocasiones Los Del Sur han sido partícipes de la mayor parte de hechos violentos con otras hinchadas, policía o ambas, lo que ha acarreado en sanciones tanto para la hinchada como para el club.
El 3 de marzo de 2013 en un partido contra el Deportes Quindío en el estadio Centenario, la hinchada de Nacional invadió la cancha y la tribuna oriental para atacar a la barra de Bogotá «Nación Verdolaga», con la que sostienen gran rivalidad a pesar de apoyar al mismo club, pero no se apoyan entre sí por el regionalismo entre paisas(Medellín) y rolos(Bogotá)
. Esta sanción estableció dos fechas a puerta cerrada en los juegos de local para el club verdolaga
El 23 de septiembre de 2013 un hincha de Nacional fue asesinado a manos de hinchas del Millonarios F. C. en la ciudad de Bogotá, este hecho dejó al borde la cancelación del torneo de primera división de ese año.
El 20 de marzo de 2016, en un clásico contra el DIM, varios hinchas de la tribuna sur intentaron robar un trapo de la hinchada del equipo rival, que se encontraban en la tribuna oriental, la policía tuvo que intervenir y el partido estuvo detenido por algunos minutos.
El 5 de agosto de 2016 el Comité de Seguridad, Comodidad y Convivencia en el Fútbol de Medellín sancionó por cuatro fechas internacionales a «Los Del Sur» por la utilización indebida de pólvora en la final de la Copa Libertadores. Según el comité, «En la primera fecha internacional no se permitirá el ingreso de público a la tribuna Sur del estadio Atanasio Girardot, ni de ningún tipo de parafernalia. En la segunda fecha internacional no habrá ingreso de ningún tipo de parafernalia para la tribuna Sur [...] En la tercera y cuarta fecha internacional se aplicarán sanciones pedagógicas para la barra Los Del Sur, que serán acordadas posteriormente en la Mesa Pedagógica del Fútbol».
El 24 de agosto de 2017 el club fue multado por la Dimayor con 5 901 736 de pesos, por los Fantasmas de la B que fueron exhibidos en las tribunas del estadio Atanasio Girardot, en el partido contra el América de Cali el 16 de agosto; la gran mayoría de estos fantasmas fueron exhibidos en la tribuna sur. La Dimayor consideró este hecho como «Ofensivo, burlesco y desafiante», además, dicha tribuna estuvo inhabilitada por una fecha.
El 9 de febrero de 2018 Dimayor sancionó a Nacional con una multa de COP$ 7 031 178 y la suspensión por dos fechas de las tribunas sur y occidental. El ente rector del FPC informó que la sanción fue impuesta «[...]Por conducta incorrecta de sus espectadores, consistente en el ingreso al terreno de juego, lanzamiento de objetos y gritos injuriosos», luego de los hechos presentados en el partido de vuelta de la Superliga donde, presuntamente, los jugadores de Millonarios habrían provocado a la hinchada de Nacional luego de haber ganado el juego.
El 16 de abril de 2023, en el Estadio Atanasio Girardot, en un partido ante el América de Cali, se presentaron disturbios, por parte de la barra brava de Nacional, debido a que Nacional les cancelo los beneficios económicos,los directivos dieron declaraciones polémicas,etc,por eso el partido se suspendió, y Nacional tuvo que jugar sus siguientes 2 partidos, (ante Melgar (por Copa Libertadores), y ante Unión Magdalena), sin público.
Además el partido se repuso el 4 de mayo, sin público, donde Nacional venció 2-1 al América de Cali.
A partir de esta fecha 16 de abril, el estado Colombiano para la seguridad impone una investigación y judicialización en contra de los actuales líderes: Raúl Eduardo Martínez, Andrés Felipe Muñoz, Ramiro Andrés Gutiérrez, Andrés Felipe Ospina por los desmanes causados en este encuentro ya que contaron con las pruebas sobre la incitación a lo ocurrido, por su parte las directivas del Club Atlético Nacional aportaron pruebas sobre amenazas, intimidaciones, sobornos y extorsiones por parte de los Barras, el juicio se encuentra publicado en YouTube https://www.youtube.com/live/thheA3wGdcQ?si=h-8bTNgqREf3MGw5 donde la fiscalía general de la nación pide medidas intramurales para Felipe Muñoz y Felipe Ospina, y hasta la fecha el proceso sigue abierto con las siguientes sanciones para los 4 líderes de la barra: Prohibición de salida del país, prohibición de ingreso al estadio, prohibición para reunirse con los miembros de la barra, prohibición del uso de redes sociales con fines de incitación, prohibición de contacto con dirigentes y jugadores del club. El proceso sigue activo y durante el año 2024 se deberá definir el futuro de estos. 
Por su lado, Andrés Felipe Muñoz, se ha visto envuelto en un escándalo mediático desde el año 2017 por el delito de aborto sin consentimiento a una integrante de la barra conocida como Milena Uribe. Caso del cual es acusado culpable por La Sala Penal del Tribunal Superior de Medellín y condenado el 28 de febrero de 2024 a 85 meses de prisión domiciliaria. 

## Barrismo social
La barra contó con una sede social para el público Verdolaga, la cual fue cerrada en 2020, allí se encontraba un centro de documentación especializado en fútbol, galería permanente de fútbol y arte, auditorio para charlas, talleres y proyección de videos y Museo del hincha. Además, la barra tiene un club de fútbol aficionado llamado Club Deportivo Los Del Sur, este equipo está afiliado a INDEPORTES Antioquia e INDER de Medellín en las categorías juvenil y primera A departamental.